# Тигермень
Тигермень (каз. Тегермен) — село в Уйгурском районе Алматинской области Казахстана. Административный центр Тигерменского сельского округа. Находится примерно в 23 км к юго-востоку от села Чунджа, административного центра района. Код КАТО — 196659100.

## Население
В 1999 году население села составляло 2295 человек (1171 мужчина и 1124 женщины). По данным переписи 2009 года, в селе проживало 2344 человека (1182 мужчины и 1162 женщины).

## Топографические карты
- Лист карты K-44-16 Большой Аксу. Масштаб: 1 : 100 000. Состояние местности на 1987 год. Издание 1991 г.